# Seattle Computer Products

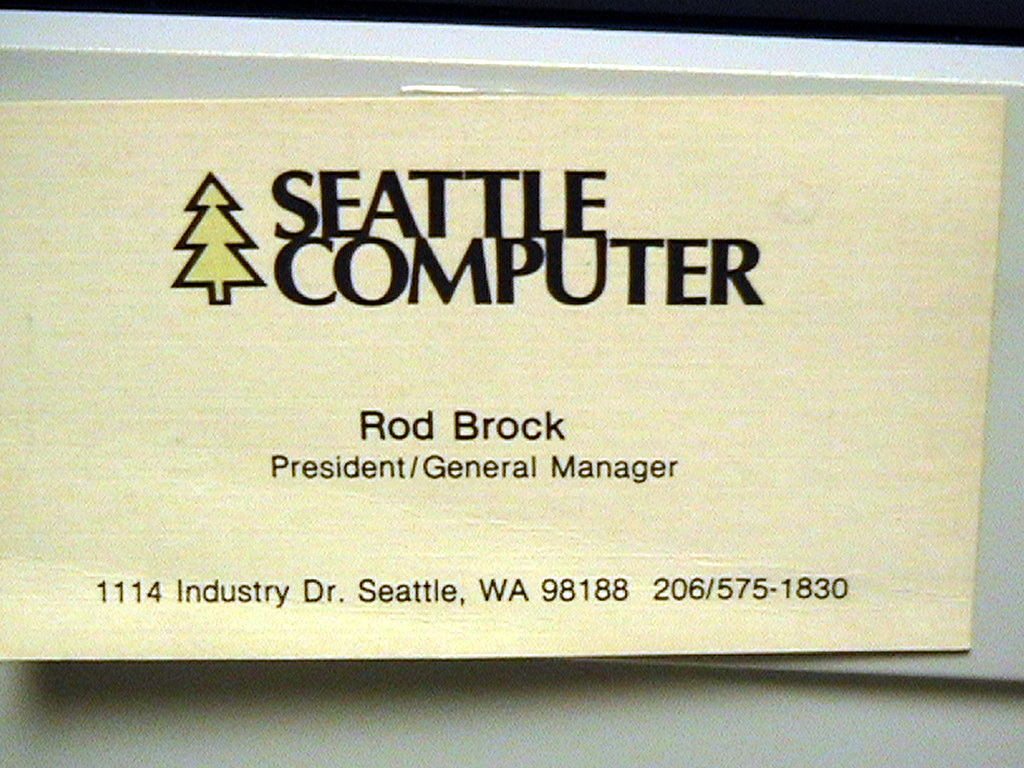
Cartão de visita de Rod Brock

Seattle Computer Products (SCP) era uma empresa de hardware baseada em Seattle, Washington.
Foi conhecida por vender o sistema DOS para a Microsoft, que em breve se tornaria o famoso MS-DOS.